# 列昂尼德·切爾諾韋茨基
列昂尼德·米哈伊洛維奇·切爾諾韋茨基（羅馬化：Leonid Mykhailovych Chernovetskyi；1951年11月25日—），烏克蘭政治人物及商人。曾于2006年至2012年中之間担任乌克兰首都基辅市長。他同時為乌克兰最大的银行之一的Pravex集团和Pravex银行的创始人和控股股东。自切爾諾韋茨基2010年11月16日時任烏克蘭總統維克托·亞努科維奇任命亞歷山大·波波夫接替切爾諾韋茨基出任基辅市行政首长（即市長），切尔诺维茨基被剥夺了在基辅任何实际决策权力。他最後於2012年6月1日提出辞呈。